# Associazione Calcio Legnano 1961-1962
Questa voce raccoglie le informazioni riguardanti l'Associazione Calcio Legnano nelle competizioni ufficiali della stagione 1961-1962.

## Stagione

Orlando Bertini, al Legnano dal 1960 al 1962

Memore del pessimo girone d'andata della stagione precedente, che è stato causato dai cospicui cambi nell'organico, la dirigenza, per questa stagione, decide di impostare un calciomercato più accorto. Sul fronte degli arrivi, i Lilla acquistano il centrocampista Sergio Mion e l'attaccante Giuseppe Broggi, mentre per quanto riguarda le partenze, il Legnano cede i difensori Franco Magnaghi, Silvano Ghezzo e Vincenzo Paolani, il centrocampista Luigi Parodi e gli attaccanti Ilario Castagner, Paolo Bettolini e Peppino Bocchio.
La stagione 1961-62, che è pessima, è caratterizzata anche da un cambio della guardia sulla panchina del Legnano: dopo il pareggio ad Ivrea alla terza giornata, ennesimo della serie, Giuseppe Molina viene sostituito da Luciano Lupi, già giocatore dei Lilla. La prima vittoria arriva poi alla decima giornata. Il Legnano si salva per un solo punto: conclude infatti il campionato con 29 punti, mentre Saronno e Pro Vercelli, con 28 punti, retrocedono insieme al Bolzano ultimo a 15 punti. Degne di nota sono le vittorie casalinghe contro Pro Vercelli e Bolzano che terminano, rispettivamente, 5-0 e 4-0.

## Divise
| Casa |

## Organigramma societario
Area direttiva
- Presidente: comm. Luciano Caccia

Area tecnica
- Allenatore: Giuseppe Molina, poi Luciano Lupi

## Rosa
| N. |                   | Ruolo | Calciatore                |
| -- | ----------------- | ----- | ------------------------- |
|    | Italia (bandiera) | D     | Orlando Bertini           |
|    | Italia (bandiera) | A     | Vasco Bertolotti          |
|    | Italia (bandiera) | A     | Giuseppe Broggi           |
|    | Italia (bandiera) | C     | Giorgio Busletta          |
|    | Italia (bandiera) | P     | Bruno Cassani             |
|    | Italia (bandiera) | C     | Valerio Cerri             |
|    | Italia (bandiera) | C     | Giampiero Colombo Speroni |
|    | Italia (bandiera) | D     | Renzo De Conti            |
|    | Italia (bandiera) | A     | Giobatta Giacometti       |

| N. |                   | Ruolo | Calciatore      |
| -- | ----------------- | ----- | --------------- |
|    | Italia (bandiera) | C     | Natale Lamera   |
|    | Italia (bandiera) | A     | Savino Luosi    |
|    | Italia (bandiera) | C     | Sergio Mion     |
|    | Italia (bandiera) | C     | Lucio Moggi     |
|    | Italia (bandiera) | P     | Cesare Montani  |
|    | Italia (bandiera) | C     | Angelo Pereni   |
|    | Italia (bandiera) | D     | Abramo Rossetti |
|    | Italia (bandiera) | C     | Luciano Sassi   |
|    | Italia (bandiera) | D     | Franco Spaghi   |

## Risultati

### Serie C (girone A)

#### Girone d'andata
| Arbitro: | Pignatta (Torino) |

|             |           |  |
| Rimoldi 35’ | Marcatori |  |

| Legnano 1º ottobre 1961 2ª giornata | Legnano            | 0 – 0 | Savona | Stadio Comunale\| Arbitro: \| Marchiori (Padova) \| |
| Arbitro:                            | Marchiori (Padova) |       |        |                                                     |

| Arbitro: | Olivati (Genova) |

|                     |           |           |
| Rossetti 23’ (aut.) | Marcatori | 47’ Sassi |

| Arbitro: | Lombardini (Firenze) |

|  |           |                            |
|  | Marcatori | 40’ Mangiarotti 76’ Albini |

| Arbitro: | Sanguineti (Chiavari) |

|                    |           |  |
| Magheri 33’ (rig.) | Marcatori |  |

| Arbitro: | Baldassarre (Udine) |

|            |           |                |
| Broggi 79’ | Marcatori | 21’ Bernasconi |

| Arbitro: | Torcini (Firenze) |

|                                  |           |                   |
| Bertini 61’ (aut.) Scarascia 84’ | Marcatori | 90’ (rig.) Broggi |

| Arbitro: | Soravia (Ancona) |

|  |           |                          |
|  | Marcatori | 16’ Sandri 85’ Carnevali |

| Arbitro: | Camozzi (Porto d'Ascoli) |

|                                       |           |  |
| Tonello 62’ Vomiero 70’ Salvemini 90’ | Marcatori |  |

| Arbitro: | Piantoni (Terni) |

|                   |           |  |
| Broggi 83’ (rig.) | Marcatori |  |

| Arbitro: | Prandstraller (Mestre) |

|                 |           |  |
| Onesti 10’, 70’ | Marcatori |  |

| Arbitro: | Gonella (Asti) |

|                     |           |             |
| Spaghi 4’ Sassi 65’ | Marcatori | 1’ Mazzotti |

| Arbitro: | Tarabori (Lucca) |

|              |           |  |
| Trevisan 22’ | Marcatori |  |

| Arbitro: | Gandiolo (Alessandria) |

|                           |           |  |
| Giacometti 52’ Broggi 83’ | Marcatori |  |

| Arbitro: | Mariotti (Firenze) |

|              |           |                     |
| Bottazzi 52’ | Marcatori | 18’, 62’ Giacometti |

| Arbitro: | Galatolo (Santa Margherita Ligure) |

|                                                         |           |  |
| Bertolotti 25’ Giacometti 42’, 84’ Moggi 52’ Pereni 80’ | Marcatori |  |

| Arbitro: | Zanchi (Mestre) |

|                                           |           |                           |
| Benedetti 1’ Castano 49’ (rig.) Russi 79’ | Marcatori | 12’ Broggi 43’ Bertolotti |

#### Girone di ritorno
| Arbitro: | Caporali (Cremona) |

|            |           |           |
| Broggi 11’ | Marcatori | 44’ Peiti |

| Savona 4 febbraio 1962 19ª giornata | Savona          | 0 – 0 | Legnano | Stadio Valerio Bacigalupo\| Arbitro: \| Sarti (Mantova) \| |
| Arbitro:                            | Sarti (Mantova) |       |         |                                                            |

| Arbitro: | De Angelis (Pescara) |

|            |           |  |
| Broggi 51’ | Marcatori |  |

| Arbitro: | Olivati (Genova) |

|  |           |                          |
|  | Marcatori | 63’ Sassi 88’ Bertolotti |

| Arbitro: | Pieroni (Roma) |

|  |           |               |
|  | Marcatori | 40’ Stacchino |

| Arbitro: | Piantoni (Terni) |

|                                  |           |             |
| Bernasconi 19’, 68’ Maggioni 72’ | Marcatori | 53’ Bertini |

| Arbitro: | Castoldi (Genova) |

|            |           |               |
| Broggi 25’ | Marcatori | 30’ Scarascia |

| Arbitro: | Gonella (Asti) |

|               |           |             |
| Magaraggia 9’ | Marcatori | 22’ Bertini |

| Arbitro: | Frullini (Firenze) |

|  |           |             |
|  | Marcatori | 84’ Tedesco |

| Arbitro: | Olivati (Genova) |

|           |           |  |
| Baldo 46’ | Marcatori |  |

| Arbitro: | Nobilia (Roma) |

|                         |           |           |
| Sassi 5’ Broggi 9’, 57’ | Marcatori | 60’ Gelio |

| Arbitro: | Minghetti (Roma) |

|  |           |                               |
|  | Marcatori | 32’, 84’ Giacometti 39’ Cerri |

| Arbitro: | Ciferri (Roma) |

|                |           |                        |
| Giacometti 63’ | Marcatori | 60’ Santelli 87’ Risos |

| Arbitro: | Mariotti (Firenze) |

|                      |           |  |
| Callegari 79’ (rig.) | Marcatori |  |

| Arbitro: | Cadel (Mestre) |

|                                          |           |  |
| Giacometti 42’ Broggi 62’, 66’ Cerri 85’ | Marcatori |  |

| Arbitro: | Acernese (Roma) |

|                |           |  |
| Possanzini 13’ | Marcatori |  |

| Arbitro: | Sarti (Mantova) |

|                       |           |  |
| Broggi 20’ Pereni 86’ | Marcatori |  |

## Statistiche

### Statistiche di squadra
| Competizione | Punti | Totale | Totale | Totale | Totale | Totale | Totale | DR |
| Competizione | Punti | G      | V      | N      | P      | Gf     | Gs     | DR |
| ------------ | ----- | ------ | ------ | ------ | ------ | ------ | ------ | -- |
| Serie C      | 29    | 34     | 11     | 7      | 16     | 37     | 35     | +2 |

### Statistiche dei giocatori
| Giocatore          | Serie C  | Serie C |
| Giocatore          | Presenze | Reti    |
| ------------------ | -------- | ------- |
| O. Bertini         | 34       | 2       |
| V. Bertolotti      | 27       | 3       |
| G. Broggi          | 29       | 13      |
| G. Busletta        | 6        | 0       |
| B. Cassani         | 29       | 0       |
| V. Cerri           | 18       | 2       |
| G. Colombo Speroni | 1        | 0       |
| R. De Conti        | 33       | 0       |
| G. Giacometti      | 22       | 9       |
| S. Lamera          | 4        | 0       |
| S. Luosi           | 32       | 0       |
| S. Mion            | 5        | 0       |
| L. Moggi           | 14       | 1       |
| C. Montani         | 5        | 0       |
| A. Pereni          | 25       | 2       |
| A. Rossetti        | 33       | 0       |
| L. Sassi           | 33       | 4       |
| F. Spaghi          | 17       | 1       |